# Expo XXI Warszawa
EXPO XXI Warszawa – wielofunkcyjny kompleks wystawienniczo-konferencyjny, znajdujący się przy ul. Prądzyńskiego 12/14 w Warszawie. Miejsce wystaw, targów, konferencji, kongresów, seminariów, bankietów, pokazów mody, bali i koncertów.

## Opis
Kompleks powstał w miejscu dawnych elewatorów zbożowych przy ulicy Bema, które zostały zniszczone w czasie obrony Warszawy we wrześniu 1939 roku.
Dysponuje powierzchnią ponad 17 000 m², w tym 13 500 m² to powierzchnia w halach, 1500 m² to powierzchnia w salach konferencyjnych i pokojach do rozmów, 2200 m² to powierzchnia na terenie ekspozycji zewnętrznej.
Kompleks składa się z 4 budynków: hala nr 1, hala nr 2 (budynek główny), hala nr 3 i hala nr 4.

## Wydarzenia (m.in.)
- Europejskie Nagrody Filmowe 2006
- Automaticon
- Viva Comet 2010
- Viva Comet 2011